# Абво, Дэвид
Дэвид Соломон Абво (англ. David Solomon Abwo; род. 10 мая 1986, Джос) — нигерийский футболист, полузащитник.

## Клубная карьера
Карьеру начал в клубе «Джос Сити Райдерс» из родного города, откуда перешёл в «Насарава Юнайтед», позже в мини-футбольный «Нигер Торнадос», а затем в самый успешный клуб страны первой половины 2000-х «Эньимба». Зимой 2006 года переехал в Турцию, подписав контракт с клубом Суперлиги «Генчлербирлиги». Дебютировал 20 января в гостевом матче против «Фенербахче», заменив на 87-й минуте Мехмета Чакыра. Единственным голевым действием отметился 5 марта в игре с «Малатьяспором», заменив на 76-й минуте Мехмета Наса и отдав пас на гол Али Бегечарслана.
Летом 2006 года переехал во Францию, подписав контракт с клубом Лиги 2 «Дижон». Дебютировал 19 сентября в матче Кубка лиги против «Амьена», заменив на 58-й минуте Эрве Бунье. В лиге дебютировал 3 ноября в выездной встрече с «Туром». Первый гол забил 18 мая в предпоследней игре сезона против «Гренобля». В январе 2008 года перешёл в клуб Насьоналя «Кретей». Дебютировал 25 января в домашнем матче против «Лаваля», заменив на 49-й минуте Николя Альнуджи. Первым голом отметился 19 апреля, выведя свою команду вперёд в гостевой игре с «Парижем» (2:4). 21 января 2009 года оформил первый в карьере дубль. 26 сентября сыграл свой 50-й матч за клуб.
Зимой 2010 года перешёл в клуб венгерского Национального чемпионата «Ломбард». Дебютировал 27 февраля в матче с МТК, заменив на 56-й минуте Петера Бали. Первыми голами отметился 17 апреля, оформив дубль в ворота «Вашаша» и принеся своей команде очко. В декабре 2010 года на правах аренды до конца сезона присоединился к клубу Экстраклассы «Заглембе» из Любина. Дебютировал 26 февраля в домашней игре с «Короной», выйдя в стартовом составе. Первым голом отметился 9 апреля, открыв счёт во встрече с «Легии». Перед сезоном 2011/12 перешёл в клуб на полноценной основе. 19 июля 2013 года сыграл свой 50-й матч за клуб. С 16 февраля по 2 марта 2014 года забил 4 мяча в 3 матчах, не уходя с поля без забитого мяча в каждом из матчей; благодаря Абво «Заглембе» набрал 7 очков из 9 возможных. В том сезоне с командой дошёл до финала Кубка Польши (в пятый раз в истории клуба), где победу в серии пенальти одержала «Завиша». Сам нигериец упустил несколько голевых моментов. 3 июля подписал контракт с пётрувкским ЛЗС из четвёртого дивизиона, но не успел дебютировать.
16 июля 2014 года вернулся в Турции, подписав контракт с клубом Первой лиги «Гиресунспор». Дебютировал 30 августа в гостевом матче с «Самсунспором», выйдя в стартовом составе. Первым голом отметился 14 декабря в домашней игре с «Каршиякой». 21 ноября 2015 года сыграл свой 50-й матч за клуб, а 2 мая 2017 года — 100-й.
Летом 2017 года перешёл в клуб Турецкой региональной любительской лиги «Джейханспор». С командой занял шестое место. После этого присоединился к клубу Суперлиги Северного Кипра «Четинкая Тюрк», в котором спустя год и закончил карьеру.

## Карьера в сборной
В составе молодёжной сборной отправился на молодёжный чемпионат мира 2005. Дебютировал 12 июня в матче против сборной Бразилии, выйдя в стартовом составе. Единственный гол за сборную забил 15 июня в ворота сборной Южной Кореи. С командой дошёл до финала турнира, где проиграл сборной Аргентины. Абво стал единственным игроком своей сборной, который был заменён по ходу матча (вместо него вышел Соломон Окоронкво).

## Достижения
«Заглембе» Любин
- Финалист Кубка Польши: 2013/14

Нигерия (до 20 лет)
- Серебряный призёр молодёжного чемпионата мира: 2005